# Eugenia kaieteurensis
Eugenia kaieteurensis là một loài thực vật có hoa trong Họ Đào kim nương. Loài này được Amshoff mô tả khoa học đầu tiên năm 1948.